# Buena Televisión

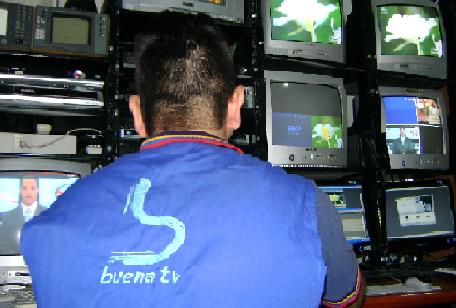
Operador del control master de Buena TV en 2010.

Buena Televisión, más conocida como Buena TV, fue un canal de televisión abierta venezolano que emitía para el Estado Táchira. Su programación fue generalista, afín o cercana al gobierno, en alianza con el Sistema Nacional de Medios Públicos de Venezuela.

## Cierre
Buena Televisión fue vendido a la Corporación Nacional Vive por problemas económicos y por falta de financiación del Estado. Fue cerrado en noviembre de 2010 y reemplazado en sus antiguas frecuencias por canales locales.

## Programas
- Informativo Buena TV
- Personajes y Noticias
- Pequeños Gigantes
- Temas y Dilemas
- Saludhable